# Liste des stations du métro de Tachkent

Plan du métro de Tachkent.

Ci-après la liste des stations du métro de Tachkent avec le nom en écriture latine et cyrillique des stations du métro de la ville de Tachkent en Ouzbékistan :
- Haut – A
- B
- C
- D
- E
- F
- G
- H
- I
- J
- K
- L
- M
- N
- O
- P
- Q
- R
- S
- T
- U
- V
- W
- X
- Y
- Z

## A
- Abdulla Qodiriy (Абдулла Қодирий)
- Alisher Navoiy (Алишер Навоий)
- Amir Temur Xiyoboni (Амир Темур Xиёбони)

## B
- Beruniy (Беруний)
- Bobur (Бобур)
- Bodomzor (Бодомзор)
- Bunyodkor (Бунёдкор)
- Buyuk Ipak Yo'li (Буюк Ипак Йўли)

## C
- Chilonzor (Чилонзор)
- Chkalov (Чкалов)
- Chorsu (Чорсу)

## F
- Fayzulla Xo‘jayev (Файзулла Хўжаев)

## G
- G‘afur G‘ulom (Ғафур Ғулом)

## H
- Habib Abdullayev (Ҳабиб Абдуллаев)
- Hamid Olimjon (Ҳамид Олимжон)
- Hamza (Ҳамза)

## J
- Janubiy (Жанубий)

## K
- Kosmonavtlar (Космонавтлар)

## M
- Mashinasozlar (Машинасозлар)
- Milliy Bog‘ (Миллий боғ)
- Ming O‘rik (Минг Ўрик)
- Minor (Минор)
- Mirzo Ulug‘bek (Мирзо Улуғбек)
- Mustaqillik Maydoni (Мустақиллик Майдони)

## O

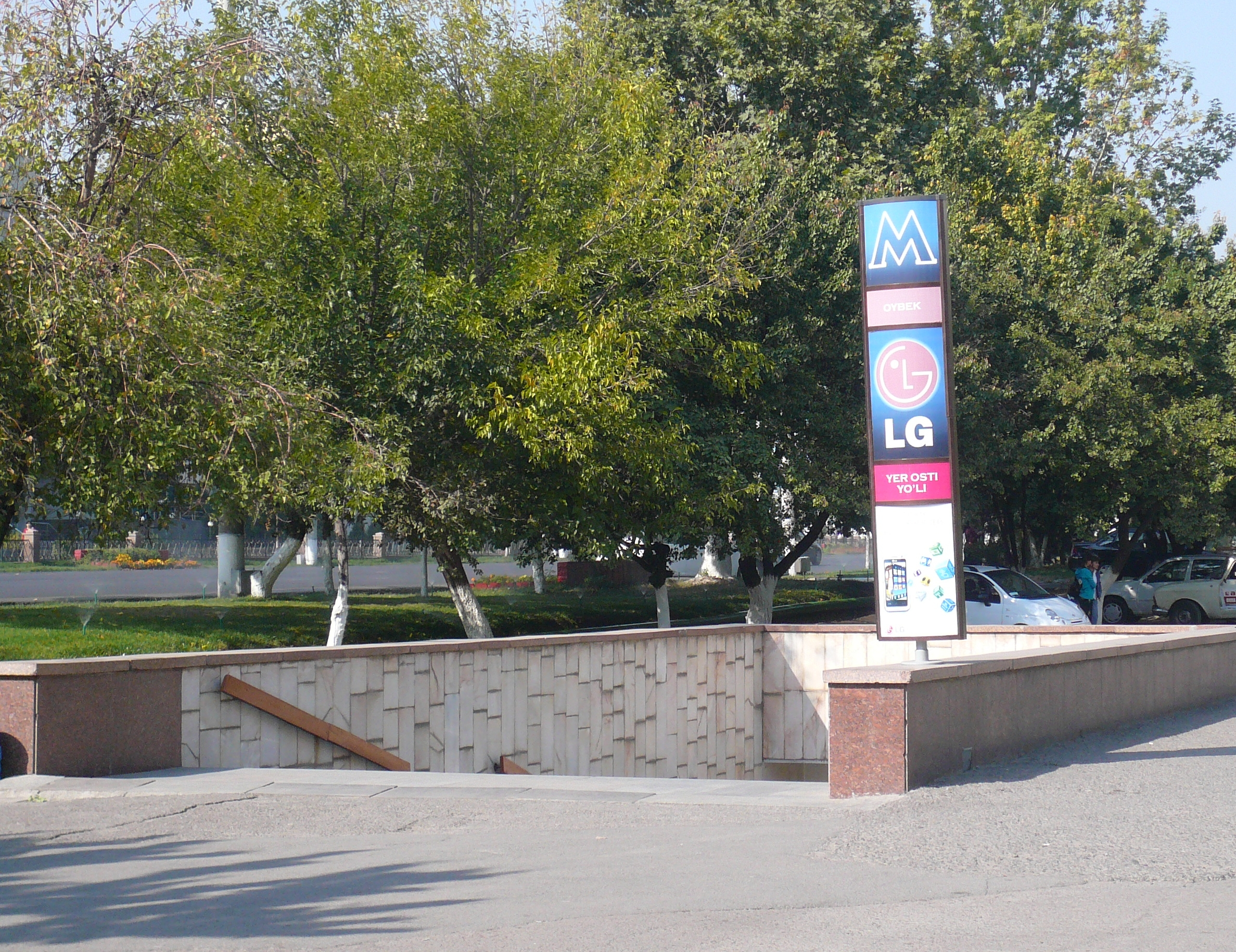
Entrée de la station Oybek

- Oybek (Ойбек)
- O‘zbiekiston (Ўзбекистон)

## P
- Paxtakor (Пахтакор)
- Pushkin (Пушкин)

## S
- Sobir Rahimov (Собир Раҳимов)

## T
- Tinchlik (Тинчлик)
- To‘qimachi (Тўқимачи)
- Toshkent (Тошкент)
- Turkeston (Турк)

## U
- Usmon Nosir (Усмон Носир)

## Y
- Yunusobod (Юнусобод)
- Yunus Rajabiy (Юнус Ражабий)